# Abdelkader Mohamed Ali
Abdelkader Mohamed Ali (Melilla, 28 ottobre 1959) è un politico spagnolo, membro di Sinistra Unita ed europarlamentare dal 1996 al 1999.

## Biografia

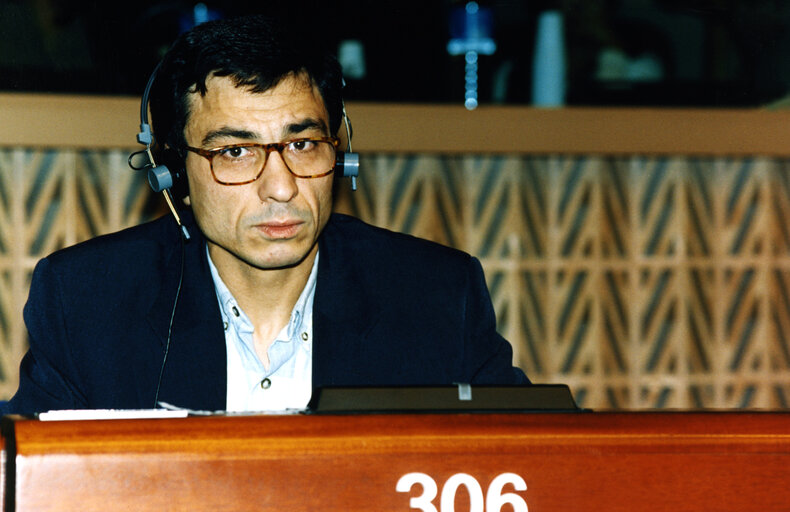
Abdelkader Mohamed Ali al Parlamento europeo

Ali fu uno dei leader dei musulmani di Melilla nel corso delle proteste avvenute tra il 1985 e il 1987; all'epoca, infatti, in Spagna vigevano una serie di leggi che rendevano difficile concedere la cittadinanza e la questione fu superata grazie alla mobilitazione sociale della comunità berbera. Nel 1985 divenne la seconda persona più importante dell'organizzazione musulmana laica Melilla Terra Omnium e nel novembre 1987 divenne il leader di un gruppo simile chiamato Neópolis, che si caratterizzava per il rifiuto dell'atteggiamento filo-marocchino di chi guidava precedentemente il gruppo. Per le sue attività, Ali fu imprigionato ad Almería.
Nel 1994, Ali si candidò alle elezioni europee nella lista della coalizione Sinistra Unita-Iniziativa per la Catalogna Verdi, come esponente del primo partito. Non fu eletto immediatamente, ma ottenne il seggio il 28 marzo 1996, come membro subentrante al posto di María Jesús Aramburu del Río. Abdelkader Mohamed Ali fu il primo membro musulmano del Parlamento europeo. Aderì al gruppo GUE e fu membro della commissione per i diritti della donna, della commissione per la cultura, la gioventù, l'istruzione e i mass media e della commissione per le libertà civili e gli affari interni. Restò in carica fino alla fine del suo mandato, il 19 luglio 1999. Tra le sue proposte, ci fu quella di commemorare l'ottocentesimo anniversario della morte di Averroè istituendo una giornata europea a lui dedicata.
All'indomani degli attentati dell'11 settembre 2001, denunciò una serie di attacchi violenti rivolti alla comunità islamica. Anche dopo il termine della sua esperienza da europarlamentare, continuò ad essere attivo come commentatore di attualità e politica per alcune testate giornalistiche, tra cui Melilla Hoy.

## Opere
- Abdelkader Mohamed Ali, El Islam y Europa, Madrid, Gruppo IUE/IVN del Parlamento Europeo, 1998.